# Lagotis kongboensis
Lagotis kongboensis là một loài thực vật có hoa trong họ Mã đề. Loài này được T. Yamaz. mô tả khoa học đầu tiên năm 1971.